# Édouard de Rothschild
Ne doit pas être confondu avec Édouard de Rothschild, son grand-père.
Édouard de Rothschild, né le 27 décembre 1957 à Neuilly-sur-Seine, membre de la famille Rothschild, est un homme d'affaires franco-israélo-américain,.

## Biographie
Édouard de Rothschild est le fils du baron Guy de Rothschild et de la baronne Marie-Hélène van Zuylen van Nyevelt van de Haar, et le demi-frère de David de Rothschild, fondateur de la banque d'affaires Rothschild & Cie. 
En 1981, il se marie avec Mathilde Coche de La Ferté (fille d'Étienne Coche de La Ferté), puis, en secondes noces en 1991, avec Arielle Malard (fille de Jacqueline Janet, Miss France 1937), dont il est aujourd'hui séparé. Il est père de quatre enfants : les jumeaux David et Aliénor suivis de Ferdinand et de Louis.

### Études
Il étudie au lycée Condorcet.
Il est licencié de droit de l'université d'Assas, et obtient un MBA finance à l'université de New York.

### Carrière
Cette section ne s'appuie pas, ou pas assez, sur des sources secondaires ou tertiaires indépendantes du sujet. Le texte peut contenir des analyses inexactes ou inédites de sources primaires.
Pour l'améliorer, ajoutez-en, ou placez des modèles {{Source secondaire souhaitée}} ou {{Source secondaire nécessaire}} sur les passages mal sourcés. (juin 2022)
En 1987, il entame une carrière de banquier d'affaires dans un petit établissement financier de Wall Street, Wertheim & Co., avant d'intégrer Rothschild & Cie dont il deviendra l'un des associés-gérants en 1993. Il participe à d'importantes opérations de fusions-acquisitions aux côtés de son demi-frère, notamment le rachat de Pathé par Jérôme Seydoux et de la banque Rivaud par l'homme d'affaires breton Vincent Bolloré.
En 2003, après une année sabbatique, il quitte les fonctions opérationnelles pour prendre la présidence de son conseil de surveillance.
En 2006, par l'intermédiaire du holding financier Jean Goujon, qu'il contrôle, il devient l'actionnaire de référence du journal Libération, exigeant le départ de Serge July (son directeur historique) et de Louis Dreyfus (son directeur général). Il se désengage du journal en 2014.

### Fortune
La fortune de David de Rothschild et d'Édouard de Rothschild est estimée par le magazine Challenges à 5.6  milliards d'euros en 2018.

### Cavalier international
Il poursuit la vocation hippique paternelle. Il est cavalier international de concours de saut d'obstacles (CSO) et entretient une quinzaine de poulinières confiées principalement à l'entraîneur André Fabre. Il a d'autre part, gagné de belles victoires aux États-Unis dont la course du Beverly D. avec le cheval England's Legend entrainé par Christophe Clement. Ses chevaux courent, depuis 1985, sous les couleurs inversées (casaque jaune toque bleue) de celles de son père (casaque bleue toque jaune).
Le 18 décembre 2004, il succède à Jean-Luc Lagardère à la présidence de France Galop. Il est réélu le 15 décembre 2015. Il est nommé au conseil d'administration des Haras nationaux en qualité de personnalité qualifiée en 2006 puis en 2009.
Il est le propriétaire du Haras de Méautry à Touques (Calvados), aux portes de Deauville.

### Membre de différents clubs
Il a fait partie de la commission exécutive du CNPF.
Commanditaire et ami de Nicolas Sarkozy, il est membre du Polo de Paris, du Cercle Interallié et du club Le Siècle.

### Vie privée
Le 3 août 2010, le quotidien israélien Yediot Aharonot annonce qu'Édouard de Rothschild vient d'acquérir la nationalité israélienne, sans pour autant émigrer en Israël et ce « uniquement pour des raisons sportives », en référence à sa volonté de participer aux épreuves équestres des Jeux olympiques d'été de 2012 auxquelles il ne participera finalement pas.